# Domínio booliano
Em matemática e em álgebra abstrata, um domínio booliano é um conjunto consistindo de exatamente dois elementos, chamados boolianos, cujas interpretações incluem falso e verdadeiro. Em lógica, matemática e ciência da computação teórica, um domínio booliano é geralmente escrito como {0, 1}, {falso, verdadeiro}, {F, T}, {\displaystyle \left\{\bot ,\top \right\}} ou {\displaystyle \mathbb {B} .}
A estrutura algébrica que é criada naturalmente pelo domínio booliano é a álgebra booliana com dois elementos. O objeto inicial na categoria de reticulados limitados é um domínio booliano.
Em ciência da computação, uma variável booliana é uma variável que toma valores em algum domínio booliano. Algumas linguagens de programação provêm palavras-chave ou símbolos para os elementos do domínio, como por exemplo false e true, em C++ ou Java. Contudo, muitas outras não tem um tipo primitivo que representa os boolianos: em C ou BASIC, por exemplo, falsidade é representada pelo número 0 e a verdade é representada pelos números 1 ou −1 respectivamente, e todas as variáveis que podem assumir estes valores também podem tomar qualquer outro valor numérico.

## Generalizações
O domínio booliano {0, 1} pode ser substituído pelo intervalo [0,1]. Nesse caso, uma variável booliana pode tomar não somente os valores 0 ou 1, mas qualquer valor intermediário. Algebricamente, a negação (NÃO) é substituída por {\displaystyle 1-x,} a conjunção (E) é substituída pela multiplicação ({\displaystyle xy}), e a disjunção (OU) é definida através da lei de De Morgan como {\displaystyle 1-(1-x)(1-y).}
Interpretar esses valores como valores-verdade leva à lógica multivalorada, que forma a base para a lógica difusa e a lógica probabilística. Nessas interpretações, um valor é tomado como "grau" de verdade – até que ponto uma proposição é verdadeira, ou qual é a probabilidade de que ela seja verdadeira.